# London-Marathon 2024
| 44. London-Marathon    | 44. London-Marathon                 |
| ---------------------- | ----------------------------------- |
| Stadt                  | London, Vereinigtes Königreich      |
| Datum                  | 21. April 2024                      |
| Distanz                | 42,195 Kilometer                    |
| Sieger                 |                                     |
| Männer                 | Alexander Mutiso Munyao (2:04:01 h) |
| Frauen                 | Peres Jepchirchir (2:16:16 h)       |
| ← London-Marathon 2023 | London-Marathon 2025 →              |
| Website                | Offizielle Website                  |

Der London-Marathon 2024 (offiziell: TCS London Marathon 2024) war die 44. Ausgabe der jährlich stattfindenden Laufveranstaltung in London, Vereinigtes Königreich. Der Marathon fand am 21. April 2024 statt.
Es war der dritte Lauf der World Marathon Majors 2024 und hatte das Etikett Platinum Label der World Athletics Label Road Races 2024.

## Ergebnisse

### Männer
| Platz | Athlet                  | Nation                 | Zeit (h) |
| ----- | ----------------------- | ---------------------- | -------- |
| 01    | Alexander Mutiso Munyao | Kenia                  | 2:04:01  |
| 02    | Kenenisa Bekele         | Äthiopien              | 2:04:15  |
| 03    | Emile Cairess           | Vereinigtes Königreich | 2:06:46  |
| 04    | Mahamed Mahamed         | Vereinigtes Königreich | 2:07:05  |
| 05    | Hassan Chahdi           | Frankreich             | 2:07:30  |
| 06    | Henok Tesfay            | Eritrea                | 2:09:22  |
| 07    | Hendrik Pfeiffer        | Deutschland            | 2:10:00  |
| 08    | Kinde Atanaw            | Äthiopien              | 2:10:03  |
| 09    | Johannes Motschmann     | Deutschland            | 2:10:39  |
| 10    | Brian Shrader           | Vereinigte Staaten     | 2:10:50  |

### Frauen
| Platz | Athletin            | Nation    | Zeit (h)     |
| ----- | ------------------- | --------- | ------------ |
| 01    | Peres Jepchirchir   | Kenia     | 2:16:16 WRwo |
| 02    | Tigst Assefa        | Äthiopien | 2:16:23      |
| 03    | Joyciline Jepkosgei | Kenia     | 2:16:24      |
| 04    | Megertu Alemu       | Äthiopien | 2:16:34      |
| 05    | Brigid Kosgei       | Kenia     | 2:19:02      |
| 06    | Sheila Chepkirui    | Kenia     | 2:19:31      |
| 07    | Tigist Ketema       | Äthiopien | 2:23:21      |
| 08    | Yalemzerf Yehualaw  | Äthiopien | 2:23:26      |
| 09    | Ruth Chepngetich    | Kenia     | 2:24:36      |
| 10    | Tsige Haileslase    | Äthiopien | 2:25:03      |